# Različica SARS-CoV-2 omikron
Različica omikron virusa SARS-CoV-2, imenovana tudi varianta omikron ali linija B1.1.529, je ena od virusnih različic SARS-CoV-2, povzročitelja covida 19. O prvem primeru nove različice virusa je bila Svetovna zdravstvena organizacija obveščena 24. novembra 2021 iz Južne Afrike. Prvič so jo sicer zaznali v Bocvani, razširila pa se je po vsem svetu in postala prevladujoča krožeča različica SARS-CoV-2.
V dihalih se različica omikron razmnožuje približno 70-krat hitreje kot različica delta, vendar pa podatki kažejo, da je potek okužbe nasplošno blažji kot pri predhodnih različicah, zlasti v primerjavi z različico delta. Blažji potek naj bi bil posledica manjšega prodiranja virusa v spodnja dihala. Pri okužbi z različico omikron je tveganje za smrtni izid 91 % manjše kot pri različici delta, tveganje za potrebo po hospitalizaciji pa je manjše za 51 %. Po drugi strani pa predstavlja veliko breme za zdravstveni sistem zaradi velikega porasta okuženih, ki pa je posledica velike kužnosti in manjše zaščite prebolevnikov in polno cepljenih posameznikov.
Cepiva ščitijo posameznike pred hudim potekom in potrebo po hospitalizaciji, zlasti učinkovito je cepljenje s tremi odmerki cepiv mRNK. Zgodnji podatki o učinkovitosti kažejo, da cepljenost z dvema odmerkoma nudi 30- do 40-odstotno zaščito pred okužbo in 70-odstotno zaščito pred hospitalizacijo. Tretji odmerek cepiva znatno poveča učinkovitost, in sicer nudi okoli 75-odstotno zaščito pred okužbo in 88-odstotno zaščito pred hudim potekom okužbe.